# Jang Min-ho
Jang Min-ho (hangul: 장민호, ur. 11 września 1977) – południowokoreański piosenkarz trot, tancerz, i aktor.

## Kariera
Jang Min-ho rozpoczął karierę muzyczną jako lider koreańskiej grupy idoli U-Bes w 1997 roku, pod prawdziwym imieniem Jang Ho-geun. Rok przed debiutem spędził jako stażysta, ćwicząc śpiew i taniec z członkami swojego zespołu. Grupa wydała dwa albumy studyjne, ale została rozwiązana z powodu słabej sprzedaży albumów i nieporozumień z agencją. Później Min-ho ujawnił w wywiadzie, że byli bici przez szefa agencji.
W 2004 roku, po sześciu latach przerwy, założył duet balladowy Baram, z którym wydał album Just like a wind. Występując w duecie zaczął używać pseudonimu Jang-goon. Baram nie odnieśli większego sukcesu w Korei, choć zyskali zainteresowanie w Chinach.
W 2007 roku rozpoczął obowiązkową służbę wojskową. W 2011 roku, po roku przygotowań, wydał swój debiutancki singel „Love you, Nuna” (kor. 사랑해 누나), używając swojego obecnego pseudonimu Jang Min-ho. Jego pierwszy singel trotowy nie odniósł sukcesu. W 2012 roku wziął udział w przesłuchaniu programu KBS Last audition of my life (kor. 내 생애 마지막 오디션) i wygrał konkurs w duecie z piosenkarzem i autorem tekstów LEN. Mimo że Min-ho i LEN wygrali konkurs, KBS2 nie udzieliło im żadnego wsparcia, jak obiecali ostatecznym zwycięzcom programu. Dwa miesiące po konkursie Min-ho wydał swój pierwszy album trotowy Namjaneun malhabnida (kor. 남자는 말합니다). Chociaż album nie wzbudził większego zainteresowania po premierze, tytułowy utwór z płyty zaczął zyskiwać popularność i stał się jego najbardziej rozpoznawalną piosenką. Dzięki niej zyskał też przydomek Omtongnyong (złożone słów matka i prezydent).
W 2020 roku był finalistą reality show Mr Trot, zajmując ostatecznie szóste miejsce. Oglądalność programu przekroczyła 30%, a najliczniej oglądanym odcinkiem był finał (35,7%), podczas którego oddano 7,7 mln głosów, co było rekordem w telewizyjnych przesłuchaniach. Dzięki wzrostowi popularności po uczestnictwie w programie zajął pierwsze miejsce w ankiecie na najlepszego piosenkarza trotowego, zdobywając 294 730 głosów. W lipcu 2020 roku zajął 15. miejsce w rankingu Singer Brand Reputation. W tym samym roku założył swój kanał na YouTube i zdobył ponad 20 tys. subskrybentów w 2 godziny.
Jest także modelem reklamowym i rzecznikiem prasowym. Według firmy Ildong Food'is, zwiększyli sprzedaż swojich produktów o 7,8 miliarda KRW, po zatrudnieniu go jako modela.

## Inne
Jang Min-ho urodził się w Pusan i przeprowadził się do Incheon, gdy był mały. Min-ho biegle włada językiem chińskim.
Od 2009 roku sponsoruje troje dzieci za pośrednictwem Compassion Korea (한국 컴패션). Od 2006 roku jest również aktywnym członkiem Compassion Band.
Jest autorem tekstu piosenki Goodbye my youth (잘 있거라 내 청춘) swojego kolegi, piosenkarza Namgoong Moonjeonga z JMStyle. Napisał słowa i współtworzył swoją piosenkę He knows my name (내 이름 아시죠), myśląc o swoim zmarłym ojcu.
21 marca 2021 roku jego fani świętowali jego 10. rocznicę debiutu na scenie trotowej. Umieścili gratulacyjne plakaty na przystankach autobusowych, w stacji metra, centrach handlowych itp. W szczególności jego zagraniczni fani wysyłali nawet filmy z gratulacjami na Times Square w Nowym Jorku.

## Dyskografia
Albumy studyjne
- Jang Min-ho: Drama (kor. 장민호 드라마) (2017)

EP
- Namjaneun malhapnida (kor. 남자 는 말합니다) (2013)

Single
- Love You, Nuna (2011)
- Driving Route 7 (2017)
- Namjaneun malhapnida (New Ver.) (kor. 남자 는 말합니다 (New Ver.)) (2019)
- Ilgssip an-ilgssip (kor. 읽씹 안읽씹) (2020)
- That's Life (2021)

## Nagrody
- 2015: Grand Prize Winner, Korea Talent Donation Awards
- 2015: Rookie of the year award, The 3rd Korea Creative Art Awards, w kategorii Popular music
- 2015: Rookie of the year award, Korea Star Art Awards, w kategorii Trot
- 2017: Popularity award, Korea Multicultural Awards, w kategorii Trot
- 2017: Popularity award, Korea Arts Awards, w kategorii Trot
- 2017: Popularity award, International K-Star Awards, w kategorii Trot
- 2018: Excellence award, Gayo TV Music Awards
- 2018: Popularity award, Proud Korean Awards
- 2020: 2020 Melon Music Awards
- 2021: CICI Korea Image Award
- 2020: APAN Choice Best K-Trot award